# 김무석
김무석(金武石, 1940년 10월 15일 ~ 1966년 3월 24일)은 1964년 육군사관학교를 졸업하여 수도사단(현 맹호부대) 제1연대 10중대 2소대장으로 1966년 1월 베트남 전쟁에 참전해 순직한 군인이다.
김 중위는 휴가를 반납하고 부대로 복귀해 임무에 뛰어들었다. 그는 상부로부터 '호이동'마을을 수색, 정찰을 하고 계속하여 적의 퇴로를 차단하라는 임무를 받고, 수색 작전 중 도주하는 적을 선두에서 쫓아 4명을 사살하는 등 초급장교로서 솔선수범을 보였지만, 전투 중 적이 쏜 유탄(파편 탄)에 맞아 안타깝게 목숨을 잃었다.
정부는 그가 맹호 5작전의 성공에 기여한 공훈을 기려 1967년 3월 14일 을지무공훈장을 수여 하고 대위로 추서했다.

## 생애[1]
1940년 10월 15일 경기도 강화군 양사에서 태어나 청상이 된 홀어머니 밑에서 성장하다가 인천고등학교를 졸업(57회), 청운의 뜻을 품고 1964년 2월 육군사관학교 제20기로 입학 임관(군번 96345)하였고 부하를 아끼는 천주교 신자로서 전방에서 소대장 및 참모장교로 근무 후 자유의 십자군으로 파월 맹호사단 제1연대 제10중대 제2소대장으로 보직을 받아 소부대 작전 및 1966년 1월 10일「에우트」기습전으로 전공을 세워 화랑무공훈장을 받았으며 1966년 3월 23일부터 3월 26일까지 실시한 맹호5호 작전에 참여하기 위하여 붕타우 휴양소에서 휴가도 반납한 채 작전에 참여하였다.
「맹호5호 작전」에 참가「틴빈」전투에서 소대원과 함께 적을 발견 추격 중 적의 사격으로 부하들이 계속 전사하자 직접 선두에 서서 돌진하여 적 4명을 사살하고 계속 적이 은거해 있는 「틴빈」마을로 들어가 완전소탕을 하다 두부 관통상으로 후송된 후 수술 중 숨을 거두며 선임하사인 원 중사에게 「이 임관 반지를 어머니께 전해 주십시오.」라고 하고 슬프게도 유명을 달리하였다. 그리고 이 전공으로 정부로부터 1계급 특진과 함께 을지무공훈장을 받았다.
|  |  |  |  |
|  |  |  |  |

## 고 김무석 대위와 띤빈전투[2]

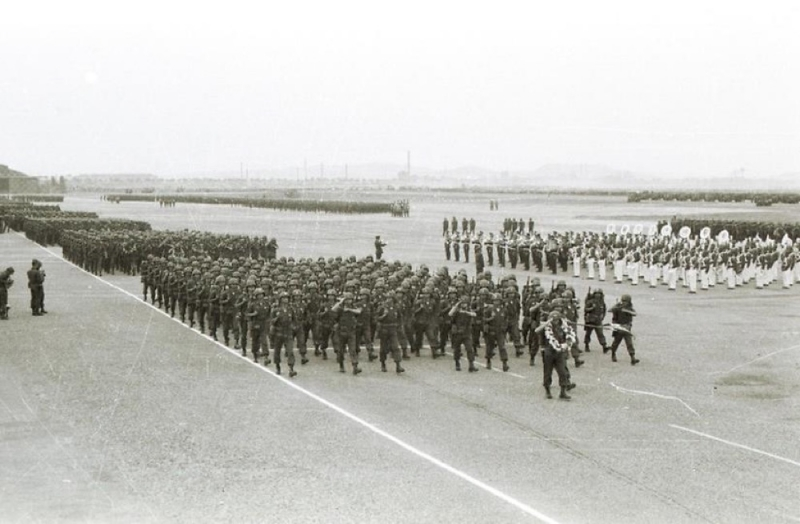
맹호부대 파월 환송식

수도사단 제1연대 제10중대 제2소대장으로 파월된 김무석 중위는 1966년 1월 10일 대대의 급수 차량을 폭파하고  도주한 베트콩을 추격했다. 그리고 그들의 은거지를 찾아내 기습적인 작전으로 베트콩 20명을 사살하고 각종 무기를 노획하는 성과를 달성했다. 그 공로로 그는 그해 3월, 화랑무공훈장을 받고 휴양지 붕따우에서 휴가를 즐기고 있었다. 그때 사단은 파병 이후 최초의 사단급 규모 작전인 맹호5호 작전을 앞두고 동분서주하고 있었다. 책임감이 워낙 투철했던 김무석 중위는 자신만의 휴양이 결코 유쾌하지 않았다.  그가 휴가를 마친 후 복귀한다면 소대원들은 소대장도 없이 맹호5호 작전을 수행해야 할 것이기 때문이었다. 소대원들에 대한 걱정에 서둘러 짐을 챙겨 복귀한 그는 복귀 신고를 마치자마자 작전 준비를 서둘렀다.
마침내 3월 24일, 맹호 5호 작전이 시작됐다. 소대는 대대의 맨 동쪽 지역 '빈안마을'을 목표로 수색을 시작했다. 그 지역은 제2대대가 담당한  '띤빈마을 바로 서북쪽이었다. 그때 야자수와 바나나가 우거진 숲에서 1개 분대 규모의 베트콩이 띤빈마을 방향으로 도주하기 시작했다. 김 중위는 즉시 1개분대로 소대를 엄호하게 한 후 신입 하사 조를 동쪽으로 우회시키고 나머지 병력을 자신이 지휘해 그들을 추격했다.

곧이어 빈안마을 앞 50m에 이르자 갑자기 서 측방 후방의 대나무 숲에서 총격이 집중되면서 김정부 일병이 복부를 관통당해 쓰러졌다. 김무석 중위는 
재빨리 김 일병에게 접근해 그를 후방으로 옮긴 후 추격을 계속했다. 이어 두 명의 병사가 같은 방향에서 날아온 총탄에 의해 쓰러졌다.
상황을 파악해 본 결과 베트콩은 대나무 숲에 매복하고 있으며 1개 분대는 김무석 중위를 유인하기 위한 미끼였던 것임을 알아차릴 수 있었다. 사태를 파악한 김 중위는 서쪽의 대나무 숲에 숨어 있는 베트콩을 먼저 격파하기로 하고 사수가 부상당한 자동화기를 자신이 직접 들고 돌격을 감행했다.
때마침 중대장도 사태를 파악하고 제1소대에 제2소대를 지원해 대나무 숲 공격에 가담하게 했다. 따라서 거의 동시에 두 개의 방향에서 시작된 제10중대의 공격을 견딜 수 없게 된 베트콩은 분산해 사방으로 도주하기 시작했다. 파악된 베트콩의 규모는 2개 소대 정도로 추산되었다.
김무석 중위가 도주하는 베트콩을 계속 추격하자 1개 소대 규모로 추산되는 베트콩이 또다시 띤빈마을을 향해 도주하고 있었다. 김 중위가 그들을 계속 추격함에 따라 김중위는 어느 사이에 제5중대가 전투를 전개하고 있는 띤빈마을 서 측방 공동묘지가 있는 능선에 도달했다.
그곳에서 잠복호를 구축해 저항하는 베트콩 진지를 하나하나 격파해 나가던 김무석 중위가 묘지를 은폐물로 삼아 분대장에게 명령을 하달하고 있을 때였다. 김 중위가 있던 바로 그 묘지의 하단에 잠복호를 구축해 은거하고 있던 베트콩이 불과 2m 진형에서 그를 향해 사격했다. 그는 두부 관통상을 입고 쓰러졌다. 그 직후 도착한 제5중대 제2소대가 베트콩 잠복호에 수류탄을 투척해 그들을 모두 폭사시켰는데 그곳에는 베트콩 2명이 은거해 있었다.
김무석 중위는 남달리 책임감이 투철했으며 소대원들을 친형제처럼 여겼다. 그 때문에 자신의 위험은 생각지도 않고 휴가를 반납해 가며 작전에 참가했던 것이다. 그가 쓰러진 직후 현장에 도착한 중대장에게 김무석 중위는 자신이 끼고 있던 임관반지를 건네며, '이 반지를 어머니께 전해주십시오!'라고 부탁하며 후송헬기에 실렸다.
김무석 중위는 제6 후송병원으로 후송되었으나 수술 도중 숨을 거두었다. 중대장에게 남긴 부탁은 그의 마지막 유언이 되었다. 상부는 김무석 중위의 책임감과 부하사랑 정신을 높이 평가해 1계급 특진과 함께 을지무공훈장을 추서했다.

## 김무석 대위 사후 일화와 여담[3]

### 김무석 대위 사후 일화
- 김무석 중위가 두부 관통상을 입은 후 병원으로 후송되었을 당시 김무석 중위의 소대원들은 부상당한 아픔 속에서도 "소대장님! 우리를 구해 주시고 어디 가셨습니까!"라고 울부짖으며 찾아가며 군의관, 간호장교에 소대장을 살려 달라고 매달렸다. 제6 후송병원의 간호 주임 장교 김필달 중령은 의식을 잃고 누워있는 김 중위 얼굴의 핏자국을 씻어주며  끝없는 눈물을 흘렸다고 한다.

- <전쟁터의 병사들> 논문 저자인 손인화가 귀국하여 동작동을 찾아 김무석 중위의 묘비를 만지고 있는데 한 중년의 아주머니가 오시더니 김중위의 묘 앞에서 통곡하고 있었다고 한다. 알고 보니 외아들인 김 중위의 홀로 계신 어머님이셨다. 김 중위 어머님께서는 전사 통보를 받았지만 설마 했었고 묘비를 봤지만 내 아들 무석이가 죽었다고 믿어지지 않으셨다고 한다. 논문 저자 손인화를 한참 붙들고 우셨다고 한다.

### 강재구소령과 김무석 대위의 관계[4]

강재구 소령

- 김무석 대위는 강재구 소령과 같은 인천 출신일 뿐 아니라 육사의 후배이다. 강재구 소령이 지휘하던 중대의 소대장인 동시(김무석 대위는 맹호 5호 작전 시 재구 대대 재구 중대의 소총 소대장이었다.)에 강재구 소령의 순직하던 현장의 목격자이다.

## 같이 보기
- 베트남 전쟁
- 대한민국 육군
- 이 달의 호국인물
- 강재구
- 육군사관학교
- 을지무공훈장
- 화랑무공훈장

## 참고 문헌
- 전쟁기념관 (2004. 10. 18). 《김무석 대위》. 전쟁기념관
- 최용호 (2012. 12. 17). <4>. 《베트남 정글의 영웅들》. 전쟁과평화연구소. 86-91쪽.
- 평화문제연구소. (2008). 역사가 숨쉬는 공간33:살신성인의 "강재구 소령" 추모공원. 통일한국, 299(0), 88-89
- 손힌화. (1968. 6). 전쟁터의 병사들, 새가정사, 92-94
- 『배달의 기수』 4집(육군본부,1975)
- 『정글의 증언』-맹호재구대대 김무석 중위 실전기-